# Keoni Waxman
Keoni Waxman (* 30. Juni 1968 in Honolulu, Hawaii) ist ein US-amerikanischer Filmregisseur, Drehbuchautor und Produzent.

## Leben
Waxman gab sein Debüt als Regisseur, Drehbuchautor sowie Produzent mit dem Filmdrama Almost Blue aus dem Jahr 1991. Die Hauptrolle übernahm Michael Madsen. Es folgten mehrere Fernsehfilme und Direct-to-DVD-Produktionen. Gelegentlich arbeitet er unter dem Pseudonym Darby Black.
2007 inszenierte Waxman eine Filmbiographie über die zuvor verstorbene Anna Nicole Smith. In der weiblichen Hauptrolle war Willa Ford zu sehen. Mit Steven Seagal’s The Keeper aus dem Jahr 2009 entstand die erste Produktion mit Steven Seagal in der Hauptrolle. Diese Zusammenarbeit setzte sich bis zuletzt im Jahr 2017 fort.
In den Jahren 2010 bis 2012 war er als Regisseur und Produzent an der Fernsehserie True Justice beteiligt, bei der Steven Seagal die Hauptrolle übernahm.

## Filmografie (Auswahl)
als Regisseur
- 1991: Almost Blue
- 1996: Two One Zero – Another Final Cut (Countdown)
- 1998: The Sweeper – Land Mines (Sweepers)
- 2000: The Highwayman
- 2001: Out Of Control – Gefahr aus nächster Nähe (Hostage Negotiator)
- 2005: Shooting Gallery
- 2009: Steven Seagal’s The Keeper (The Keeper)
- 2009: A Dangerous Man
- 2010: Hunt to Kill
- 2010–2012: True Justice (Fernsehserie)
- 2012: Maximum Conviction
- 2013: Force of Execution
- 2015: Mercenary – Absolution
- 2016: Killing Salazar
- 2016: Contract to Kill
- 2019: The Hard Way

als Drehbuchautor
- 1991: Almost Blue
- 1996: Two One Zero – Another Final Cut
- 2000: Intrepid
- 2003: Jagd auf den verlorenen Schatz (Lost Treasure)
- 2005: Shooting Gallery
- 2005: FBI Negotiator – Die Unterhändlerin (FBI Negotiator)
- 2009: A Dangerous Man
- 2014: A Good Man
- 2016: Killing Salazar
- 2016: Contract to Kill
- 2019: The Hard Way